# Rynek
Rynek [pronunciación en polaco: /ˈrɨnɛk/] (en alemán: Rynnek) es un pueblo ubicado en el distrito administrativo de Gmina Grodziczno, dentro del Condado de Nowe Miasto, Voivodato de Varmia y Masuria, en Polonia del norte. Se encuentra aproximadamente a 6 kilómetros al sur de Grodziczno, a 15 kilómetros al sureste de Nowe Miasto Lubawskie, y a 67 kilómetros al suroeste de la capital regional Olsztyn.

## Residentes notables
- Hans Finohr (1891-1966), actor